# Guilherme Boulos
Guilherme Castro Boulos (São Paulo, Brasil, 19 de junio de 1982) es un político, militante y escritor brasileño. Es miembro de la Coordinación Nacional del Movimiento de Trabajadores Sin Techo (MTST) y también es reconocido como uno de los principales líderes de extrema izquierda en Brasil. fue el candidato presidencial del Partido Socialismo y Libertad (PSOL) a la presidencia de Brasil en las elecciones generales de 2018. Se unió al PSOL en 2018.
En 2020, Boulos fue candidato del PSOL a la alcaldía de São Paulo en las elecciones de 2020, logrando llegar a una segunda vuelta contra el candidato del PSDB, Bruno Covas. Covas derrotó a Boulos en la segunda vuelta. En las elecciones de 2022, Boulos fue elegido a la Cámara de Diputados por São Paulo, habiendo recibido la mayor cantidad de votos para diputado federal en el estado.

## Biografía
Guilherme Boulos es hijo de Marcos Boulos, profesor de medicina en la Universidad de São Paulo (USP). Se graduó en filosofía en 2006 y obtuvo una maestría en salud mental en 2017, ambos de la Universidad de São Paulo. En su juventud y en sus años de formación, participó en la Unión de Jóvenes Comunistas. Apareció de nuevo en la prensa en 2014, después de las movilizaciones sociales en torno a la Copa del Mundo, especialmente la invasión llamada Copa de la Ocupación de la Gente, organizada por el MTST a principios de mayo. El 10 de julio de 2018 anunció su candidatura presidencial apoyado por el Partido Socialismo y Libertad, asimismo ha criticado en diversas ocasiones al candidato Jair Bolsonaro.
En las elecciones generales de Brasil de 2022, fue el diputado más votado en el estado de São Paulo, con 1 001 443 votos.

## Encarcelamiento
Boulos ha sido arrestado varias veces debido a sus acciones violentas de infracción criminal y ha pasado por varios procesos legales como resultado de daños a la propiedad pública. El 17 de enero de 2017 fue arrestado en una manifestación que asistieron alrededor de 3000 personas, mientras estaba en la sede de la policía. Boulos fue arrestado bajo cargos de cometer desobediencia judicial e incitación a la violencia durante la demanda de recuperación de una tierra en el distrito de São Mateus.